# Кебіспаєв Алмат Кабдрашович
Алмат Кабдрашевич Кебіспаєв (каз. Алмат Кабдрашевич Кебиспаев; нар. 12 січня 1987, Урджар, Східноказахстанська область, КРСР) — казахський борець греко-римського стилю, багаторазовий призер чемпіонатів світу, срібний та бронзовий призер Азійських ігор, чемпіон Азії, учасник двох Олімпійських ігор.

## Життєпис
Боротьбою почав займатися з 1999 року. У 2004 році виграв чемпіонат Азії серед кадетів.
Виступає за борцівський клуб Батр, Астана. Тренери — Боранбек Коніратов, Рісбек Нургазін.

## Спортивні результати на міжнародних змаганнях

### Виступи на Олімпіадах
| Змагання                    | Збірна    | Вагова категорія                 | Місце |
| --------------------------- | --------- | -------------------------------- | ----- |
| Літні Олімпійські ігри 2012 | Казахстан | греко-римська боротьба, до 60 кг | 5     |
| Літні Олімпійські ігри 2016 | Казахстан | греко-римська боротьба, до 59 кг | 7     |

На літніх Олімпійських іграх 2012 року в Лондоні вигравши два перших поєдинки, в тому числі і у Ленура Темірова, який представляв Україну, програв у чвертьфіналі іранському борцеві Оміду Норузі, який став переможцем змагань. У втішному фіналі, вигравши у болгарина Іво Ангелова, програв японському спортсмену Мацумото Рютаро і посів п'яте місце.
На літніх Олімпійських іграх 2016 року в Ріо-де-Жанейроі вигравши перший поєдинок, програв у другому раунді японському борцеві Ота Сінобу, який пробився до фіналу. У втішному фіналі, вигравши в іранця Гаміда Суряна, програв норвезькому спортсмену Стігу Андре Берге і в підсумку посів сьоме місце.

### Виступи на Чемпіонатах світу
| Змагання                        | Збірна    | Вагова категорія                 | Місце  |
| ------------------------------- | --------- | -------------------------------- | ------ |
| Чемпіонат світу з боротьби 2010 | Казахстан | греко-римська боротьба, до 60 кг | Бронза |
| Чемпіонат світу з боротьби 2011 | Казахстан | греко-римська боротьба, до 60 кг | Срібло |
| Чемпіонат світу з боротьби 2013 | Казахстан | греко-римська боротьба, до 60 кг | 5      |
| Чемпіонат світу з боротьби 2015 | Казахстан | греко-римська боротьба, до 59 кг | Бронза |
| Чемпіонат світу з боротьби 2017 | Казахстан | греко-римська боротьба, до 66 кг | 7      |
| Чемпіонат світу з боротьби 2019 | Казахстан | греко-римська боротьба, до 63 кг | Бронза |
| Чемпіонат світу з боротьби 2021 | Казахстан | греко-римська боротьба, до 67 кг | Бронза |
| Чемпіонат світу з боротьби 2023 | Казахстан | греко-римська боротьба, до 67 кг | 14     |

### Виступи на Чемпіонатах Азії
| Змагання                       | Збірна    | Вагова категорія                 | Місце  |
| ------------------------------ | --------- | -------------------------------- | ------ |
| Чемпіонат Азії з боротьби 2009 | Казахстан | греко-римська боротьба, до 60 кг | Срібло |
| Чемпіонат Азії з боротьби 2010 | Казахстан | греко-римська боротьба, до 60 кг | 7      |
| Чемпіонат Азії з боротьби 2011 | Казахстан | греко-римська боротьба, до 60 кг | Золото |
| Чемпіонат Азії з боротьби 2013 | Казахстан | греко-римська боротьба, до 60 кг | 7      |
| Чемпіонат Азії з боротьби 2017 | Казахстан | греко-римська боротьба, до 66 кг | Срібло |
| Чемпіонат Азії з боротьби 2018 | Казахстан | греко-римська боротьба, до 67 кг | Золото |
| Чемпіонат Азії з боротьби 2021 | Казахстан | греко-римська боротьба, до 67 кг | Срібло |
| Чемпіонат Азії з боротьби 2023 | Казахстан | греко-римська боротьба, до 67 кг | Бронза |

### Виступи на Азійських іграх
| Змагання           | Збірна    | Вагова категорія                 | Місце  |
| ------------------ | --------- | -------------------------------- | ------ |
| Азійські ігри 2014 | Казахстан | греко-римська боротьба, до 59 кг | Бронза |
| Азійські ігри 2018 | Казахстан | греко-римська боротьба, до 67 кг | Срібло |

### Виступи на Кубках світу
| Змагання                    | Збірна    | Вагова категорія                 | Місце  |
| --------------------------- | --------- | -------------------------------- | ------ |
| Кубок світу з боротьби 2011 | Казахстан | греко-римська боротьба, до 60 кг | Срібло |
| Кубок світу з боротьби 2012 | Казахстан | греко-римська боротьба, до 60 кг | Бронза |
| Кубок світу з боротьби 2013 | Казахстан | греко-римська боротьба, до 60 кг | Золото |

### Виступи на Чемпіонатах світу серед студентів
| Змагання                                        | Збірна    | Вагова категорія                 | Місце  |
| ----------------------------------------------- | --------- | -------------------------------- | ------ |
| Чемпіонат світу з боротьби серед студентів 2008 | Казахстан | греко-римська боротьба, до 60 кг | Золото |

### Виступи на Універсіадах
| Змагання               | Збірна    | Вагова категорія                 | Місце  |
| ---------------------- | --------- | -------------------------------- | ------ |
| Літня Універсіада 2013 | Казахстан | греко-римська боротьба, до 60 кг | Бронза |

### Виступи на інших змаганнях
| Змагання                                                    | Збірна    | Вагова категорія                 | Місце  |
| ----------------------------------------------------------- | --------- | -------------------------------- | ------ |
| Золотий Гран-прі з боротьби 2009                            | Казахстан | греко-римська боротьба, до 60 кг | 18     |
| Турнір Івана Піддубного 2010                                | Казахстан | греко-римська боротьба, до 60 кг | Золото |
| Золотий Гран-прі з боротьби 2010 (Сомбатгей)                | Казахстан | греко-римська боротьба, до 60 кг | Срібло |
| Золотий Гран-прі з боротьби 2010 (Баку)                     | Казахстан | греко-римська боротьба, до 60 кг | 5      |
| Кубок Президента Казахстану з боротьби 2011                 | Казахстан | греко-римська боротьба, до 60 кг | Золото |
| Золотий Гран-прі з боротьби 2012 (Стамбул)                  | Казахстан | греко-римська боротьба, до 60 кг | 13     |
| Кубок Президента Казахстану з боротьби 2012                 | Казахстан | греко-римська боротьба, до 60 кг | Срібло |
| Міжнародний меморіал Дейва Шульца 2013                      | Казахстан | греко-римська боротьба, до 60 кг | Золото |
| Гран-прі Іспанії з боротьби 2014                            | Казахстан | греко-римська боротьба, до 59 кг | Бронза |
| Міжнародний меморіал Дейва Шульца 2015                      | Казахстан | греко-римська боротьба, до 66 кг | Срібло |
| Гран-прі FILA 2015                                          | Казахстан | греко-римська боротьба, до 59 кг | Бронза |
| Турнір Вехбі Емре і Гаміта Каплана 2015                     | Казахстан | греко-римська боротьба, до 59 кг | 27     |
| Кубок Президента Казахстану з боротьби 2015                 | Казахстан | греко-римська боротьба, до 59 кг | Срібло |
| Золотий Гран-прі з боротьби 2015                            | Казахстан | греко-римська боротьба, до 59 кг | Золото |
| Турнір Вехбі Емре і Гаміта Каплана 2016                     | Казахстан | греко-римська боротьба, до 66 кг | Срібло |
| Меморіал Болата Турлиханова 2016                            | Казахстан | греко-римська боротьба, до 66 кг | Золото |
| Кубок Владислава Пітласинські 2017                          | Казахстан | греко-римська боротьба, до 66 кг | 10     |
| Меморіал Болата Турлиханова 2017                            | Казахстан | греко-римська боротьба, до 66 кг | Срібло |
| Кубок Тахті 2018                                            | Казахстан | греко-римська боротьба, до 67 кг | Золото |
| Гран-прі Угорщини з боротьби 2018                           | Казахстан | греко-римська боротьба, до 67 кг | Бронза |
| Меморіал Болата Турлиханова 2018                            | Казахстан | греко-римська боротьба, до 67 кг | Бронза |
| Гран-прі Німеччини з боротьби 2019                          | Казахстан | греко-римська боротьба, до 63 кг | Срібло |
| Меморіал Маттео Пелліконе 2021                              | Казахстан | греко-римська боротьба, до 67 кг | Бронза |
| Олімпійський кваліфікаційний турнір з боротьби 2020 (Софія) | Казахстан | греко-римська боротьба, до 67 кг | 6      |
| Гран-прі Німеччини з боротьби 2023                          | Казахстан | греко-римська боротьба, до 67 кг | 7      |
| Турнір Яшара Догу, Вехбі Емре і Гаміта Каплана 2024         | Казахстан | греко-римська боротьба, до 67 кг | 11     |

### Виступи на змаганнях молодших вікових груп
| Змагання                                      | Збірна     | Вагова категорія                 | Місце  |
| --------------------------------------------- | ---------- | -------------------------------- | ------ |
| Чемпіонат Азії з боротьби серед кадетів 2004  | Киргизстан | греко-римська боротьба, до 54 кг | Золото |
| Чемпіонат світу з боротьби серед юніорів 2006 | Казахстан  | греко-римська боротьба, до 55 кг | 17     |
| Чемпіонат світу з боротьби серед юніорів 2007 | Казахстан  | греко-римська боротьба, до 60 кг | 7      |